# Tame Impala
Tame Impala ist ein aus Perth in Australien stammendes Psychedelic-Rock-Projekt des Sängers und Multiinstrumentalisten Kevin Parker. Parker schreibt und singt die Songs und spielt im Studio auch alle Instrumente selbst; bei Konzerten begleiten ihn Mitglieder der ebenfalls aus Perth stammenden Band Pond. Im Laufe der Jahre wandelte sich sein Musikstil von klassischem Psychedelic-Rock hin zu einer mehr und mehr von elektronischer Musik inspirierten Mischung aus Psy-Rock und Disco und wuchs so zu einem der erfolgreichsten Künstler der späten 2010er und frühen 2020er Jahre heran. Parker ist ebenfalls ein gefragter Kollaborationspartner von erfolgreichen Künstlern wie Travis Scott, Rihanna, Mick Jagger, A$AP Rocky oder Justice.
Parker konzipierte das Projekt ursprünglich 2007 in Perth. Nach einer Reihe von Singles und EPs erschien 2010 das Debütalbum Innerspeaker, das in Australien mit Gold ausgezeichnet wurde und von Kritikern positiv aufgenommen wurde. Parkers Nachfolgealbum Lonerism aus dem Jahr 2012 wurde ebenfalls gefeiert, erreichte in Australien Platin-Status und wurde für einen Grammy Award in der Kategorie „Best Alternative Music Album“ nominiert. Das dritte Album von Tame Impala, Currents, erschien im Juli 2015 und gewann wie sein Vorgänger den ARIA Award für das beste Rockalbum und das Album des Jahres. Parker gewann den APRA Award für den Song des Jahres 2016 für den ersten Titel von Currents, „Let It Happen“. Das vierte Studioalbum, The Slow Rush, wurde am 14. Februar 2020 veröffentlicht und von Musikkritikern erneut gelobt. Bei den ARIA Music Awards 2020 gewann Tame Impala fünf Auszeichnungen.
Derzeit ist Tame Impala bei Columbia Records unter Vertrag.

## Geschichte
Die Anfänge von Tame Impala liegen in der Schulzeit von Kevin Parker und Dom Simper, die als 13-Jährige erstmals gemeinsam Musik machten. Kevin Parker war Teil eines Freundeskreises, dessen Mitglieder in wechselnden Besetzungen Bands wie die The Dee Dee Dums, GUM, Mink Mussel Creek, Pond, Space Lime Peacock, Rabbit Island und Tame Impala hervorbrachten. Jeder spielte bei jeder Band mehr oder weniger mit. Nach Erfolgen der Dee Dee Dums als Studentenband änderte sich 2007 der Name in Tame Impala, benannt nach der afrikanischen Antilopenart. Drittes Bandmitglied der Anfangszeit wurde der Schlagzeuger Jay Watson. Wie viele Bands zu der Zeit stellten sie selbstgemachte Aufnahmen bei MySpace ein und wurden dort vom Indie-Label Modular entdeckt, das sie unter Vertrag nahm. 2008 erschien unter dem Bandnamen eine erste EP, die ihnen erste Aufmerksamkeit einbrachte. Dazu wurden sie auch von internationalen Musikmanagern entdeckt und als Vorgruppe für die Australientour von Künstlern wie MGMT und den Black Keys engagiert.
Im Mai 2010 veröffentlichte Tame Impala das Debütalbum Innerspeaker. Damit schafften sie es auf Anhieb auf Platz 4 der australischen Albumcharts. Den Erfolg konnten sie auch auf Europa und die USA ausweiten: In Belgien und den Niederlanden kamen sie ebenfalls in die Albumcharts, in den USA in die Heatseekers-Charts. Bei den ARIA Awards 2010 wurden sie viermal nominiert.
Im Jahr 2012 stellte Tame Impala das zweite Album Lonerism fertig. Wie schon die EP und das Debütalbum war es im Wesentlichen von Parker im Alleingang produziert worden. Danach folgte eine ausgedehnte Tournee durch Europa und die USA. Inzwischen waren für die Auftritte noch Nick Allbrook und später Julien Barbagallo aufgenommen worden, so dass die Band live zu fünft auftritt. Im Oktober des Jahres erschien die LP und erreichte erneut Platz 4 der Charts in ihrer Heimat sowie Platz 14 in Großbritannien. Bei den ARIA Awards wurden sie 2013 erneut mehrfach nominiert und konnten drei Auszeichnungen gewinnen: als beste Band und für Lonerism als Album des Jahres und als bestes Rockalbum.
Im Jahr 2015 veröffentlichte das Psych-Pop-Projekt Tame Impala das dritte Album Currents. Das Gesamtkunstwerk aus Disco-Tracks und Synth-Balladen wurde von Kritikern als Meisterwerk gefeiert und war auch ein großer kommerzieller Erfolg.
Außerdem ist Kevin Parker auch als Produzent tätig. So produzierte er das Debütalbum seiner damaligen Freundin Melody Prochet, zu dem er auch Gitarrensounds beisteuerte. Inzwischen arbeitet Parker als Kollaborateur Megastars wie Kanye West, Lady Gaga, Travis Scott und Mick Jagger zu; von Rihanna wurde er schon gecovert.
Am 14. Februar 2020 erschien Parkers viertes Album The Slow Rush.

## Diskografie
Studioalben

| Jahr | Titel Musiklabel             | Höchstplatzierung, Gesamtwochen, AuszeichnungChartplatzierungen (Jahr, Titel, Musiklabel, Platzierungen, Wochen, Auszeichnungen, Anmerkungen) | Höchstplatzierung, Gesamtwochen, AuszeichnungChartplatzierungen (Jahr, Titel, Musiklabel, Platzierungen, Wochen, Auszeichnungen, Anmerkungen) | Höchstplatzierung, Gesamtwochen, AuszeichnungChartplatzierungen (Jahr, Titel, Musiklabel, Platzierungen, Wochen, Auszeichnungen, Anmerkungen) | Höchstplatzierung, Gesamtwochen, AuszeichnungChartplatzierungen (Jahr, Titel, Musiklabel, Platzierungen, Wochen, Auszeichnungen, Anmerkungen) | Höchstplatzierung, Gesamtwochen, AuszeichnungChartplatzierungen (Jahr, Titel, Musiklabel, Platzierungen, Wochen, Auszeichnungen, Anmerkungen) | Höchstplatzierung, Gesamtwochen, AuszeichnungChartplatzierungen (Jahr, Titel, Musiklabel, Platzierungen, Wochen, Auszeichnungen, Anmerkungen) | Anmerkungen                                                                          |
| Jahr | Titel Musiklabel             | AU | DE | AT | CH | UK | US | Anmerkungen                                                                          |
| ---- | ---------------------------- | --- | --- | --- | --- | --- | --- | ------------------------------------------------------------------------------------ |
| 2010 | Innerspeaker Modular         | AU4 Platin · (10 Wo.)AU | DE47 (1 Wo.)DE | — | — | UK— GoldUK | — | Erstveröffentlichung: 21. Mai 2010 in DE erst 2021 in den Charts Verkäufe: + 170.000 |
| 2012 | Lonerism Modular             | AU4 Platin · (25 Wo.)AU | — | — | CH60 (1 Wo.)CH | UK14 Gold · (6 Wo.)UK | US34 (15 Wo.)US | Erstveröffentlichung: 5. Oktober 2012 Verkäufe: + 217.500                            |
| 2015 | Currents Modular, Interscope | AU1 Platin · (51 Wo.)AU | DE25 (2 Wo.)DE | AT30 (1 Wo.)AT | CH11 (8 Wo.)CH | UK3 Platin · (29 Wo.)UK | US4 Platin · (206 Wo.)US | Erstveröffentlichung: 17. Juli 2015 Verkäufe: + 1.610.000                            |
| 2020 | The Slow Rush Modular        | AU1 Platin · (24 Wo.)AU | DE7 (4 Wo.)DE | AT9 (3 Wo.)AT | CH3 (4 Wo.)CH | UK3 Gold · (5 Wo.)UK | US3 Gold · (6 Wo.)US | Erstveröffentlichung: 14. Februar 2020 Verkäufe: + 790.000                           |

## Auszeichnungen
- WAMI Awards
  - 2009: „Favourite Newcomer“, „Most Promising New Act“, „Most Popular Single/EP“ (Tame Impala)
  - 2011: „Most Popular Act“, „Most Popular Live Act“, „Best Rock Act“
  - 2013: „Group of the Year“, „Single of the Year“ (Feels Like We Only Go Backwards), „Album of the Year“ (Lonerism), „Music Video of the Year“ (Elephant)
  - 2015: „Most Popular Act“, „Most Popular Live Act“, „Best Album“ (Currents), „Most Popular Music Video“ (Let It Happen)

- ARIA Awards
  - 2013: „Best Group“, „Album of the Year“ (Lonerism), „Best Rock Album“ (Lonerism)
  - 2015: „Best Group“, „Album of the Year“ (Currents), „Best Rock Album“ (Currents), „Engineer of the Year“ (Currents), „Producer of the Year“ (Currents)

- J Awards
  - 2010: „Australian Album of the Year“ (Innerspeaker)
  - 2012: „Australian Album of the Year“ (Lonerism)

- Rolling Stone Awards
  - 2011: „Album of the Year“ (Innerspeaker)
  - 2012: „Album of the Year“ (Lonerism)

- APRA Awards
  - 2013: „APRA Song of the Year“ (Feels Like We Only Go Backwards)

- EG Music Awards
  - 2012: „Best Song“ (Elephant)

- BRIT Awards
  - 2016: „International Group“